# Morondavia
Morondavia is een geslacht van rechtvleugeligen uit de familie veldsprinkhanen (Acrididae). De wetenschappelijke naam van dit geslacht is voor het eerst geldig gepubliceerd in 1962 door Dirsh.

## Soorten
Het geslacht Morondavia omvat de volgende soorten:
- Morondavia cephalica Dirsh, 1962
- Morondavia minor Dirsh, 1962